# فهرست آمریکایی‌های آذربایجانی‌تبار
فهرستی از مشهورترین ایرانی های آمریکا با پس زمینه قومی مردم خطه آذربایجان ایران
- شهبانو فرح پهلوی
- علی جوان: فیزیکدان و مخترع
- گوگوش: خواننده
- منصور: خواننده
- بهروز وثوقی: هنرپیشه
- داریوش اقبالی: خواننده
- ستار: خواننده
- حیدر حاتمی: نقاش
- نورالدین پیرمؤذن: پزشک
- فیروز پرتوی: فیزیکدان
- هادی پرتوی: کارآفرین
- علی پرتوی: کارآفرین
- سیبل ادموندز: کارمند سابق پلیس فدرال آمریکا
- شهریار افشار: فیزیکدان و کارآفرین
- لطفی‌زاده: بنیان‌گذار منطق فازی و استاد دانشگاه
- یونس پارسابناب: سیاستمدار و نویسندۀ چپ و استاد دانشگاه
- نورم زاده: محقق
- حمید مولانا: استاد روزنامه‌نگاری و علوم سیاسی و از مشاوران محمود احمدی‌نژاد
- سینا تمدن: قائم مقام مدیرسابق بخش برنامه‌های کاربردی شرکت اپل
- حمید طالب‌زاده: خواننده
- رستم ابراهیم‌بیگ‌اف: هنرمند
- چنگیز صادقوف: نقاش
- ذکریا ستچین: نویسنده
- الا لیلا: خواننده
- کریستین فراسر: رقاص روی یخ
- ماکس بلک: فیلسوف یهودی آذربایجانی
- سیمون بیلمس: نقاش
- سونا اصلانووا: خواننده